# Demi-tarif
 (février 2010).
Si vous disposez d'ouvrages ou d'articles de référence ou si vous connaissez des sites web de qualité traitant du thème abordé ici, merci de compléter l'article en donnant les références utiles à sa vérifiabilité et en les liant à la section « Notes et références ».
Pour plus de détails, voir Fiche technique et Distribution.
Demi-tarif est un film français écrit et réalisé par Isild Le Besco et sorti en 2003.
Isild Le Besco avait 16 ans quand elle a écrit le scénario.

## Synopsis
Demi-tarif relate la vie d'une fratrie de trois enfants vivant seuls dans un appartement. Leur mère s'est absentée pendant plusieurs mois et ils doivent se débrouiller seuls. Ils n'aiment pas aller à l'école. Ils n'aiment pas dormir quand la ville dort. Ils aiment se promener dans Paris la nuit. Ils aiment aller au cinéma. Ils jouent à être des princes ou des princesses. Ils aiment sortir et vivre nus la nuit pour attraper froid. Ils aiment chiper des pommes ou des bonbons. Ils s'inventent une vie loin du monde des adultes.

## Fiche technique
- Film couleur de 62 minutes
- Écrit, monté et réalisé par Isild Le Besco
- Production: Karedas
- Directeur photo : Jowan Le Besco
- Le film a été distribué lors de sa sortie par Karedas puis par Tamasa Distribution

## Distribution
- Kolia Litscher
- Lila Salet
- Cindy David
- Roland Menou

## Distinctions
- Primée pour son premier scénario Demi-tarif au Festival du Film de Paris 2000 Prix Junior du meilleur scénario - Festival de Paris
- Prix Spécial du Jury - European First Film Festival Angers
- Prix PROCIREP - European First Film Festival Angers
- Special Price of Jury - International Festival of Seoul
- Grand Prix du Jury - Crossing Europe Festival

## Lieux du tournage
- Parc de Belleville
- Rue de Belleville
- Bretagne